# Carex edgariae
Carex edgariae là một loài thực vật có hoa trong họ Cói. Loài này được Hamlin mô tả khoa học đầu tiên năm 1968.